# Feelings (Maroon 5)
Feelings è un singolo del gruppo musicale statunitense Maroon 5, pubblicato il 14 settembre 2015 come sesto estratto dal quinto album in studio V.

## Video musicale
Per il brano è stato girato un videoclip nella Playboy Mansion.

## Formazione
Gruppo
- Adam Levine – voce
- James Valentine – chitarra solista
- Mickey Madden – basso
- Jesse Carmichael – tastiera
- PJ Morton – tastiera
- Matt Flynn – batteria, percussioni

Altri musicisti
- Shellback – strumentazione e programmazione aggiuntive, cori
- OzGo – strumentazione e programmazione aggiuntive

Produzione
- Shellback – produzione
- OzGo – produzione
- Max Martin – produzione esecutiva
- Noah Passovoy – ingegneria del suono
- Eric Eylands – assistenza tecnica
- Șerban Ghenea – missaggio
- John Hanes – ingegneria al missaggio
- Phil Seaford – assistenza tecnica al missaggio
- Tom Coyne – mastering